# 6 언더그라운드
《6 언더그라운드》(영어: 6 Underground)는 2019년 공개된 미국의 액션 스릴러 영화이다. 마이클 베이 감독의 작품이며, 라이언 레이놀즈, 멜라니 로랑, 마누엘 가르시아룰포, 아드리아 아르호나, 코리 호킨스, 벤 하디, 데이브 프랭코가 출연한다. 넷플릭스를 통해 전 세계 독점 공개되었다.

## 줄거리
4년 전 한 억만장자 발명가는 스스로 죽음을 위장하고 정의를 구현하기 위한 팀을 만들었다. 그를 포함해 총 6명으로 구성된 이 팀은 리더와 마찬가지로 죽은 것으로 위장한 뒤 신원을 숨기고 있으며, 잔악무도한 독재자 로바흐의 폭정으로 인해 고통 받고 있는 중동 국가 투르기스탄의 정권을 무너뜨리고(국제 사회가 로바흐를 묵인하고 있기에 직접 나섰다) 민주정을 추구하는 로바흐의 동생 무라트를 대신 지도자로 세우기 위한 미션을 수행하고 있다. 억만장자 본인은 '원'으로 불리고, '투'는 전직 CIA 소속 스파이, '쓰리'는 암살자, '포'는 파쿠르가 특기인 도둑, '파이브'는 의사, '식스'는 운전사이며, 유령(ghost)으로 통한다.
이탈리아 피렌체에서 로바흐 휘하 장군들의 변호사를 사살했다가 마피아와 경찰에게 동시에 쫓기게 되고, 도주에는 성공하지만 식스가 사고로 허무하게 죽고 만다. 팀은 식스를 수장시키고 델타 포스 출신의 저격수 '블레인'을 새로 영입해 '세븐'으로 삼는다. 새 멤버를 얻은 팀은 라스베이거스에서 장군들을 전부 사살하고 무라트가 홍콩에 유폐되어 있는 것을 알아낸다. 그러자 로바흐는 동생을 가둔 빌딩의 경비를 강화하고 동생을 장군 암살의 배후로 의심하며 위협한다. 팀은 삼엄한 경비를 뚫고 무라트를 구출하는 데는 성공하지만, 포가 탈출하지 못할 위기에 처한다. 원은 원칙에 따라 포를 버리고 가려고 하지만 세븐은 동료를 버릴 수는 없다며 원을 막아서고 직접 저격으로 포를 구출해낸다.
원은 망자의 날에 맞춰 투르기스탄에 쿠데타를 유도하여 로바흐를 축출하고 무라트를 새 지도자로 세우기로 한다. 팀은 투르기스탄 방송국과 발전소에 잠입해 전파를 가로채어 무라트의 혁명 선언을 생방송으로 송출하고, 이에 투르기스탄에서 혁명 시위가 벌어진다. 로바흐는 개인 요트를 타고 도망치려 하고 무라트가 남은 관료들을 설득해 그 자리를 차지한다. 팀과 무라트는 구출 헬리콥터가 온 것처럼 속여서 로바흐를 사로잡는 데 성공하고 로바흐는 결국 성난 군중 속에 버려져 최후를 맞게 된다.
쿠데타 작전이 끝나고 팀은 잠시의 휴식을 갖게되고 투와 스리, 포와 파이브는 연인이 되며 원은 뉴욕에서 자신의 아들을 지켜본다.

## 출연
- 라이언 레이놀즈 : 원 역
- 데이브 프랭코 : 식스(6) 역
- 멜라니 로랑 : 투(2) 역
- 아드리아 아르호나 : 파이브(5) 역
- 마누엘 가르시아 룰포 : 스리(3) 역
- 코리 호킨스 : 세븐(7) 역
- 벤 하디 : 포(4) 역
- 제임스 머레이 : 케일럽 역
- 엘레나 루스코니 : 아리아나 역
- 킴 콜 : 다키크 역
- 다니엘 아데그보예가 : 빅토르 역
- 콘스탄틴 그레고리 : 페나 장군 역
- 케이트 비크로프트 : 레이디 앤 역
- 리오르 라즈: 로바치 알리모프 역
- 페이만 모아디: 무라트 알리모프 역
- 세바스찬 로쉐